# John Bennett (hokeista na trawie)
John Hadfield Bennett (ur. 11 sierpnia 1885 w Chorlton-cum-Hardy, zm. 25 maja 1973 w Littleham) – brytyjski hokeista na trawie na igrzyskach w Antwerpii 1920. Wraz z drużyną zdobył złoty medal.